# Structure rayonnée

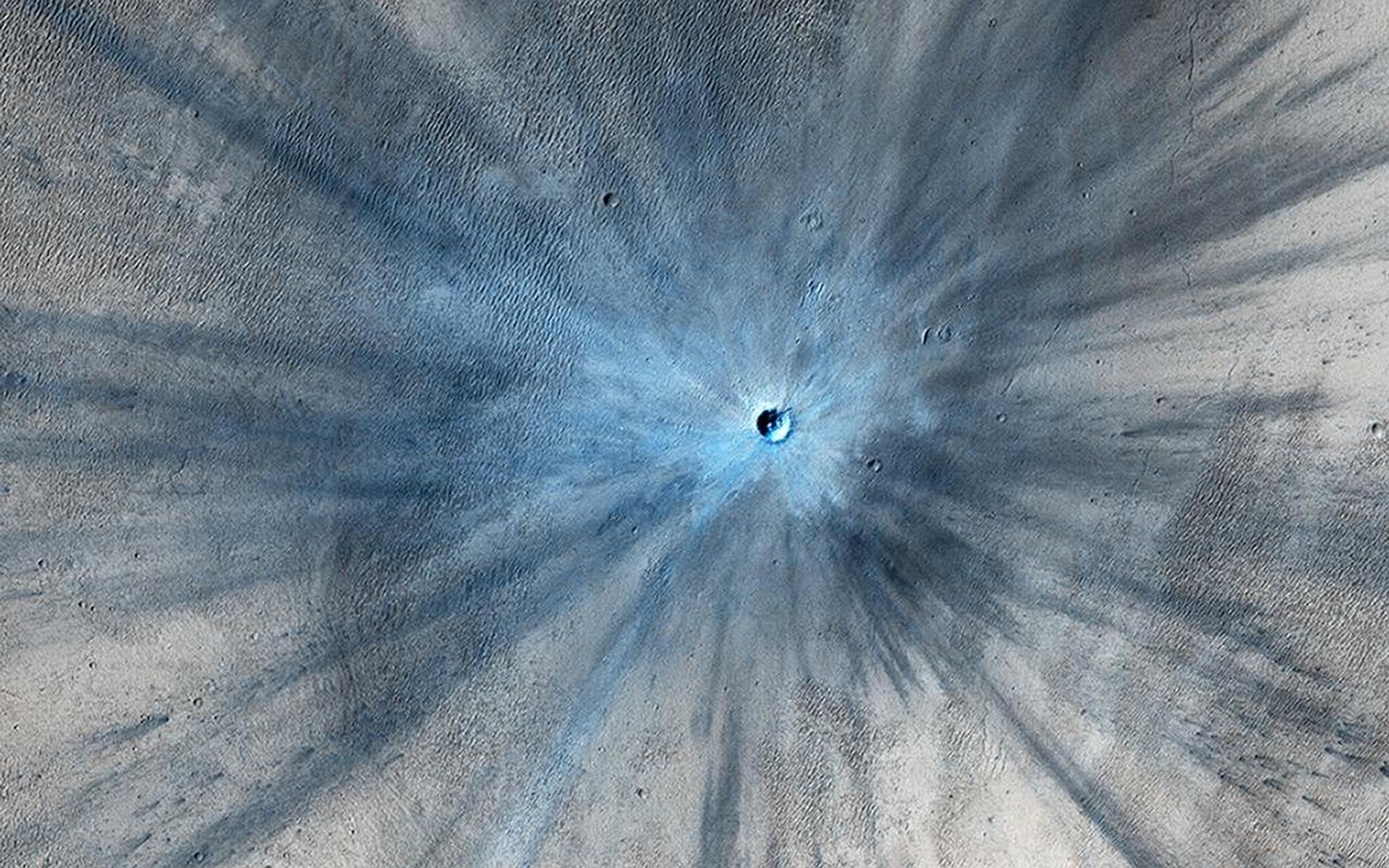
Structure rayonnée d'un cratère d'impact fraîchement formé sur Mars (formé entre juillet 2010 et mai 2012, photographié le 19 novembre 2013 par la caméra HiRISE de Mars Reconnaissance Orbiter).

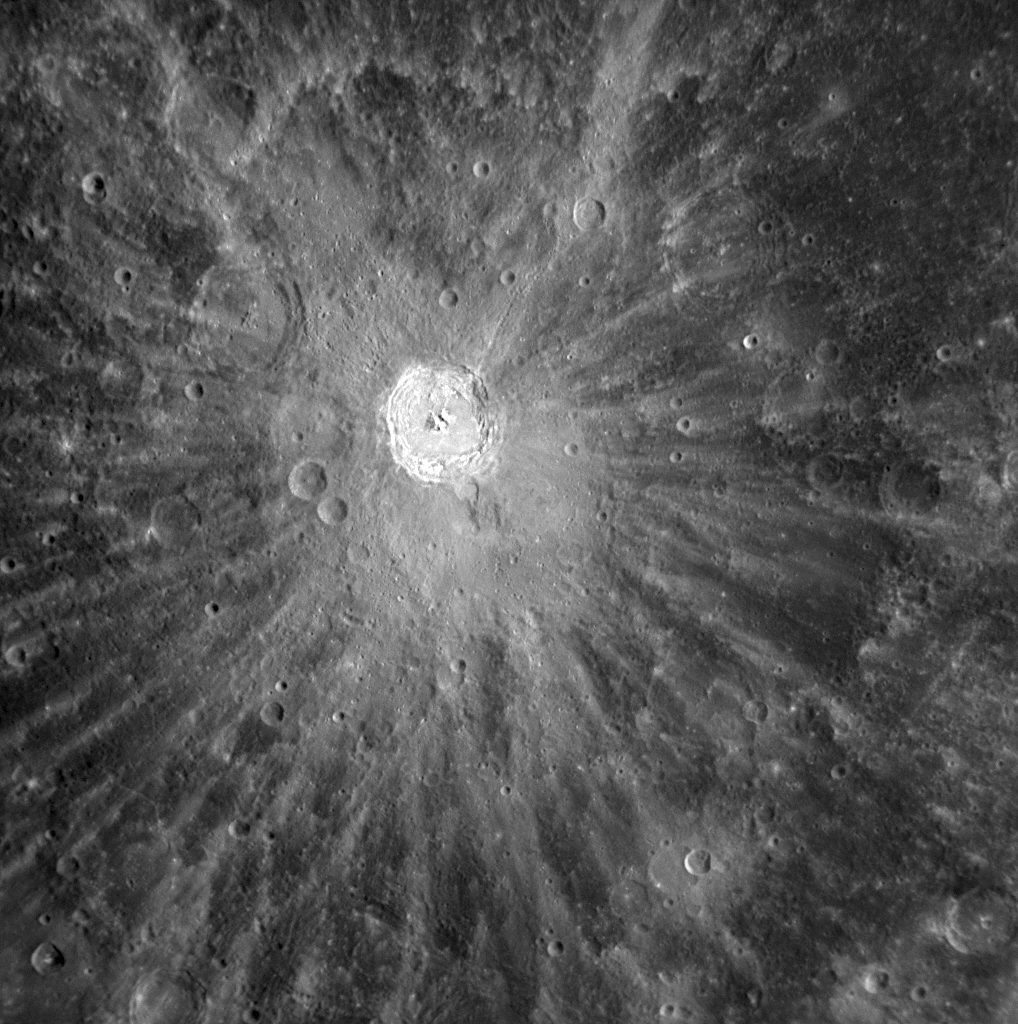
Traînées rayonnantes autour de Kuiper, sur Mercure, vues par MESSENGER.

Une structure rayonnée, également appelée système rayonnant, ou traînées rayonnantes, est un ensemble de traînées d'éjectas disposées de manière radiale autour d'un cratère d'impact, et constituées de la matière expulsée lors de sa formation. Elles peuvent s'étendre sur des distances équivalentes à plusieurs fois le diamètre du cratère lui-même, et s'accompagnent souvent de petits cratères secondaires formés par de plus gros amas expulsés par l'impact initial. On en trouve sur la Lune, sur Mercure, sur Mars (découvert par le système THEMIS (en) embarqué sur Mars Odyssey en 2001), et sur certaines lunes des géantes gazeuses du système solaire.